# Triominó
Este artículo trata sobre el juego. Para la forma geométrica, consulte Trominó.
Triominó (también llamado tri-ominó, triminó, o tridominó) es una variante de dominó usando fichas triangulares. Ese juego de mesa que deriva del popular juego de dominó, fue inventado en el año 1965 en EE. UU. por Allan Cowan.[cita requerida]

## Composición
Una ficha de triominó se compone de un triángulo, siendo sus tres lados de 2,5 cm y 0,6 cm de grosor. El conjunto de fichas normalmente son de 56 piezas, ya que se hacen los valores a partir de 0 a 5, mas también se utiliza los valores clásicos del dominó (0 a 6) para tener una variante de 84 piezas. Las piezas son hechas de plástico, mdf, resina o marfil.

## Nombre de las fichas
Las fichas con igual número de puntos en los tres lados se conocen como triples, trimulas, trichanchos o tricarretas. Las fichas con dos de sus lados iguales se llaman cuasitrís, y las que tienen todos sus lados diferentes como triferentes.

## Reglas

### Jugadores
Se juega generalmente en individuales, siendo los jugadores y las fichas a disponer de la siguiente forma:
- Para 2 jugadores: 9 fichas a cada uno, resultando 18 las jugadas y 38 las restantes.
- Para 3 a 4 jugadores: 7 fichas cada uno, resultando 21 o 28 las jugadas y 35 o 28 las restantes.
- Para 5 a 6 jugadores: 6 fichas cada uno, resultando 30 o 36 las jugadas y 26 o 20 las restantes.

### Objetivo
El objetivo del juego es alcanzar los 400 puntos, jugando para ello las manos o rondas que sean precisas.
Es aceptada solamente como pausa la "pensada". Consiste en tener el derecho de pensar durante un tiempo relativamente largo.
En caso de no poder juntar una pieza con otra se podrá unir una esquina con otra

### Inicio del juego
Los jugadores se colocan alrededor de una mesa quedando en posiciones enfrentadas cada miembro.
Antes de comenzar, las fichas son revueltas para que los jugadores las saquen aleatoriamente en igual número cada uno (véase la lista anterior de jugadores y fichas jugadas). 
El jugador que tiene el seis triple, Trichancho Seis o "Trimula de seises" (como se le llama en México) comienza la mano, continuando el jugador situado a su derecha.
En las siguientes rondas, el jugador de la derecha que empezó el juego anterior comienza la siguiente, revolviendo las fichas y pudiendo comenzar la partida, mas es bueno que prefiera comenzar con un seis triple, porque es la mayor y te da 40 puntos de premio, o un cero triple, porque te da 10 puntos de premio.

### Desarrollo del juego
a. En su turno cada jugador colocará una de sus piezas con las diferencias que los dos números deben coincidir en lugar de uno, y el número en cada esquina debe coincidir con la esquina de la otra pieza. (Siendo utilizadas las tres esquinas de cada ficha).
b. Durante el juego se puede crear puentes o extensiones, y cerrar una salida del hexágono logrará sumarse el jugador 40 o 50 puntos, según los casos.
c. Si un jugador no puede colocar una ficha debe buscarla del montón restante, sustrayendo 5 puntos por pieza acumulada. Si no encuentra un reemplazante, simplemente puede pasar en su turno.
d. Si en su turno tiene la última ficha y puede colocar en 2 o más posiciones, estaremos presente a un caso de multicapicúa.

### Final del juego
Esto puede terminar de dos maneras:
- El primer jugador que quede sin fichas, gana el juego y 25 puntos.

- En caso de cierre, tranca o tranque, o sea, cuando nadie pueda colocar fichas por obstrucción, ganará el jugador cuyas fichas sumen menos puntos. Esto solamente sucede cuando el mismo número está en los tres extremos del juego, y las nueve fichas de ese número ya han sido jugadas...

- En caso de más de dos jugadores se puede hacer de dos maneras, una el que tenga más puntos, o el jugador que ponga la última pieza.

## Vínculos web
- Reglamento del Triominó

- Datos: Q1786673
- Multimedia: Triominoes / Q1786673